# Luke Youngblood

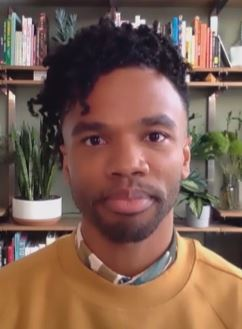
Luke Youngblood (2021)

Luke Youngblood (* 12. Juni 1986 in London) ist ein britischer Schauspieler. 

## Leben
Nach seiner Schauspielausbildung an der Londoner Sylvia Young Theatre School gehörte Luke Youngblood zu den Simbas der Originalbesetzung bei der Inszenierung von Der König der Löwen am Lyceum Theatre in London und hatte eine Rolle in einem 2000 erschienenen Fernsehfilm, ehe er im ersten Harry-Potter-Film engagiert wurde. In den Verfilmungen der Harry-Potter-Romane übernahm er die Nebenrolle des Schülers Lee Jordan. Wegen Drehbuchkürzungen kommt diese Rolle nur im ersten und im zweiten Film sowie im Computerspiel zum fünften Teil vor.
Neben seinen weiteren Auftritten in Harry-Potter-Filmen war er 2002 in der Fernsehserie The Story of Tracy Beaker zu sehen. 2007 kehrte er nach seinem Ausstieg 2003 in einer Episode der Serie als Gastdarsteller zurück. 2010 hatte er zudem einen kleinen Auftritt in der amerikanischen Musical-Comedy-Serie Glee. Youngblood zog dauerhaft in die Vereinigten Staaten, dort hatte er ab 2011 für vier Jahre eine wiederkehrende Nebenrolle als Magnitude in der Sitcom Community. Eine weitere feste Serienrolle hatte er von 2015 bis 2016 in Galavant. Gegen Ende der 2010er-Jahre verlegte er sich verstärkt auf Sprecherrollen bei verschiedenen Zeichentrickserien. 

## Filmografie (Auswahl)
- 1997: The IMAX Nutcracker (Kurzfilm)
- 2001: Harry Potter und der Stein der Weisen (Harry Potter and the Philosopher’s Stone)
- 2002: Harry Potter und die Kammer des Schreckens (Harry Potter and the Chamber of Secrets)
- 2002–2003: Tracy Beaker (The Story of Tracy Beaker, Fernsehserie, 27 Folgen)
- 2007: Harry Potter und der Orden des Phönix (Harry Potter and the Order of the Phoenix, Videospiel, Stimme)
- 2010: Scooby-Doo! Der Fluch des See-Monsters (Scooby-Doo! Curse of the Lake Monster, Fernsehfilm)
- 2010: Glee (Fernsehserie, Folge 2x10 Wie Sue Weihnachten gestohlen hat)
- 2011: Lie to Me (Fernsehserie, Folge 3x11 Kollision)
- 2011–2015: Community (Fernsehserie, 15 Folgen)
- 2015–2016: Galavant (Fernsehserie, 17 Folgen)
- 2017: Dr. Ken (Fernsehserie, Folge 2x22)
- 2017: Queen of the South (Fernsehserie, Folge 2x08)
- 2018–2022: Abby Hatcher (Fernsehserie, 50 Folgen, Stimme)
- 2019–2021: Fast & Furious Spy Racers (Fernsehserie, 50 Folgen, Stimme)
- 2019–2022: Barbapapa – One Big Happy Family (Fernsehserie, 24 Folgen, Stimme)
- 2020: Useless Humans
- 2020: Glitch Techs (Fernsehserie, 16 Folgen, Stimme)
- seit 2020: Baby Sharks große Show! (Baby Shark’s Big Show!, Fernsehserie, Stimme)
- 2021: The Witcher: Nightmare of the Wolf (Stimme)
- 2021–2022: Do, Re & Mi (Fernsehserie, 26 Folgen, Stimme)